# American Scientist
American Scientist (informalmente abreviada AmSci) es una revista con publicación bimestral de ciencia y tecnología publicada desde 1913 por Sigma Xi. Cada número incluye de cuatro a cinco artículos característicos escritos por científicos e ingenieros. Cada edición incluye también el trabajo de dibujantes como Sidney Harris, Benita Epstein y Heath Marcos.
American Scientist Online (ISSN 1545-2786) se inició en mayo de 2003.